# Öresundstullen

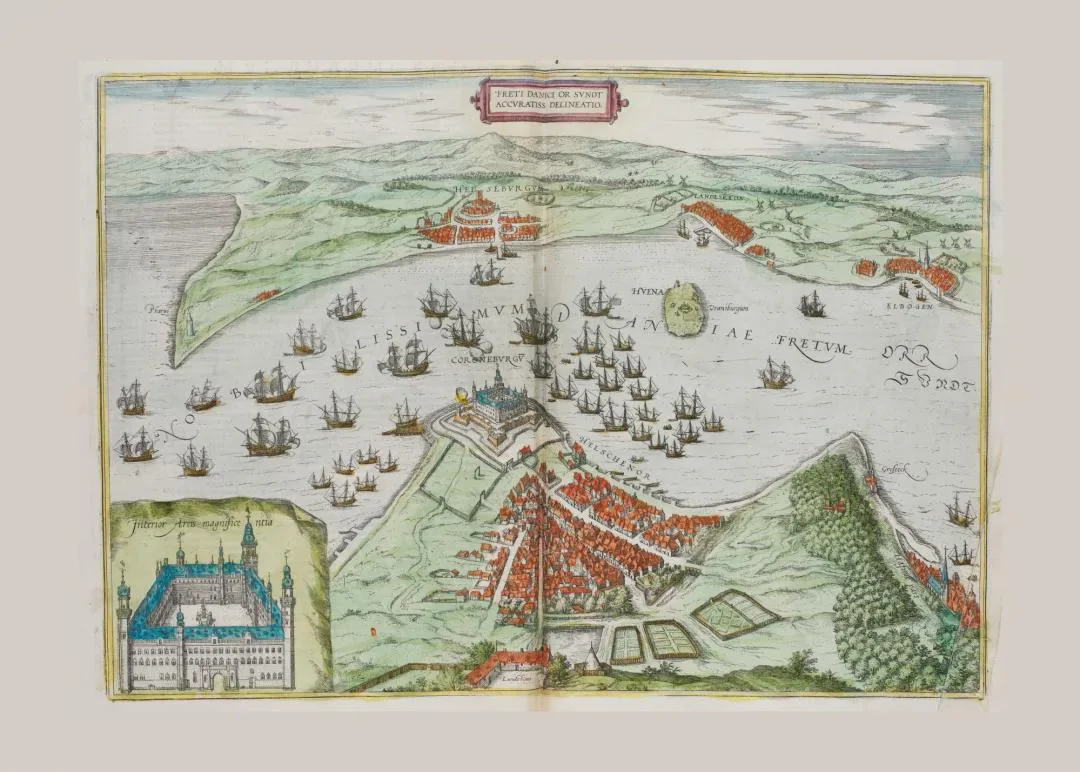
Karta över städerna Helsingborg och Helsingör, 1588.

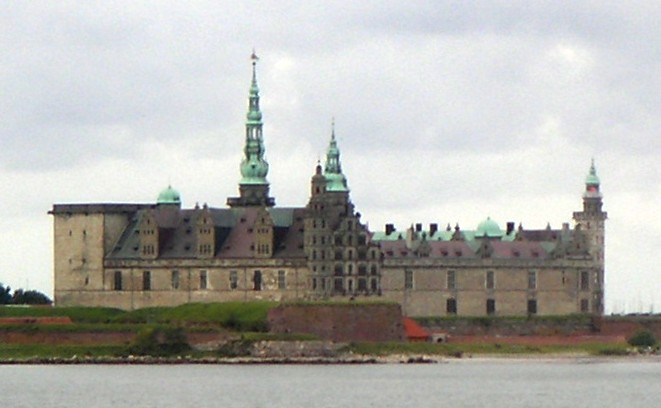
Krogen, föregångaren till Kronborgs slott i Helsingör, byggdes för att kunna ta upp tullen.

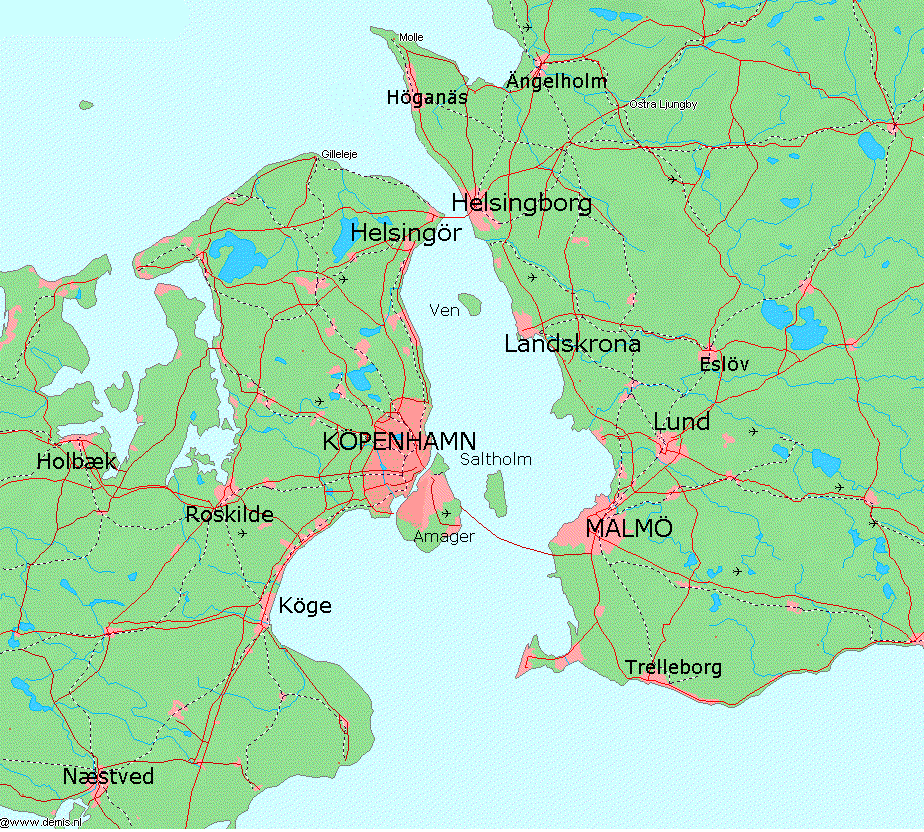
Karta över Öresund.

Öresundstullen var en tullavgift för passage genom Öresund. Den upptogs av danska staten 1429—1857 och var från början främst riktad mot Hansan. För ändamålet anlades borgen Krogen i Helsingör, samtidigt som Helsingborgs slott förstärktes     för att sätta lås för Sundets "hals" (dess smalaste del, som gett namn till Helsingör och Helsingborg).  
Krogen ersattes senare av det nuvarande Kronborg. Från början togs samma tullavgift för alla fartyg, men senare kom tullen att bli en ren varutull, där fartygen fick betala tull i förhållande till hur mycket deras last var värd.

## Bakgrund
När tullen skapades 1429 ingick både Sverige och Danmark i Kalmarunionen, så Sverige var då automatiskt befriat från den. När unionen sedan upplöstes 1523 lyckades Gustav Vasa utverka, att Sverige skulle vara befriat från den även i fortsättningen. Detta lyckades man upprätthålla även under 1500- och 1600-talens fortsatta krig mellan länderna och särskilt sedan Skåne hade blivit svenskt 1658. I freden i Knäred 1613 befästes den svenska tullfriheten, men med vissa förbehåll, såsom att fartyg från de svenska Östersjöprovinserna inte var befriade från tull och inte heller utländska fartyg, som förde svenska varor.
Öresundstullen innebar en enorm intäkt för den danske kungen. I början av 1600-talet inregistrerades cirka 5000 tullpliktiga skepp varje år i Helsingör. 1618 införde Kristian IV hårdare tullkontroll och intäkterna ökade genast till det dubbla, till cirka 200 000 riksdaler årligen. För denna tullavgift kunde kungen skapa sitt odödliga eftermäle i form av påkostade byggnadsverk som Rosenborgs slott, Fredriksborgs enorma palats, Börsen i Köpenhamn med sin egendomliga djurspira m m. Under slutet av sin levnad fick kungen allt större ekonomiska bekymmer. Ett resultat blev höjning av Öresundstullen. 1637 inbringade tullen 229 000 riksdaler, 1638 blev summan 482 000 riksdaler och ett år senare inkasserades det svindlande beloppet 616 000 riksdaler, detta trots att antalet skepp under dessa år minskat påtagligt.
Kung Kristian IV:s tullhöjning blev en viktig orsak till Sveriges anfall på Danmark 1643. I freden i Brömsebro 1645 lyckades Sverige åter få fullständig tullfrihet. Samma år undertecknades fördraget i Kristianopel mellan Danmark-Norge och Sveriges allierade Nederländerna vilket innebar avsevärt lägre tullar för nederländsk trafik genom Öresund. Nästa tur i frågan kom genom freden i Frederiksborg 1720, då den svenska tullfriheten upphörde, trots att ena sidan av Öresund var svenskt sedan ett halvsekel. Visserligen hade Sverige nu ordentligt med kust norr om sundet, så det gick att föra in varor utan att behöva ta dem den vägen, men kommunikationerna i landet var bristfälliga, varför en bättre lösning krävdes. Därför började man snart planera byggandet av Göta kanal, vilken byggdes i början av 1800-talet och stod färdig 1832.
I den så kallade Öresundstraktaten avskaffades år 1857 tullavgiften genom att utländska stater köpte sig fria från avgiften genom att erlägga 30,5 miljoner danska riksmynt. Sveriges del var 1,28 miljoner som betalades av med 32 000 per halvår under 20 år.